# Alto Aterno
L'Alto Aterno è una zona geografica dell'Abruzzo, posta a nord-ovest dell'Aquila e dell'omonima provincia, al confine con il Lazio (provincia di Rieti).
È caratterizzata dalla presenza del fiume Aterno, il principale fiume abruzzese che qui ha le sue sorgenti, e si sviluppa ad un'altitudine media di quasi 900 m s.l.m, raggruppando i territori di sei comuni (Barete, Cagnano Amiterno, Campotosto, Capitignano, Montereale e Pizzoli) e toccando, in parte, anche quello della stessa L'Aquila.

## Geografia
L'Alto Aterno rappresenta la parte più settentrionale dell'intera valle dell'Aterno che, dai Monti della Laga, attraversa buona parte della provincia dell'Aquila fino alla conca peligna. È una regione prettamente montuosa, delimitata a nord-est dai Monti della Laga, a est dai Monti dell'Alto Aterno, a sud-ovest dal gruppo montuoso di Monte Calvo e dal Monte Giano e a nord-ovest dai Monti Reatini. Si collega a nord all'amatriciano e alla valle del Tronto tramite il Passo di Montereale, ad est alla valle del Vomano tramite il Passo delle Capannelle, a sud alla conca aquilana tramite il valico del Cermone o quello di Forcella e a ovest al reatino tramite il passo di Ville di Fano.

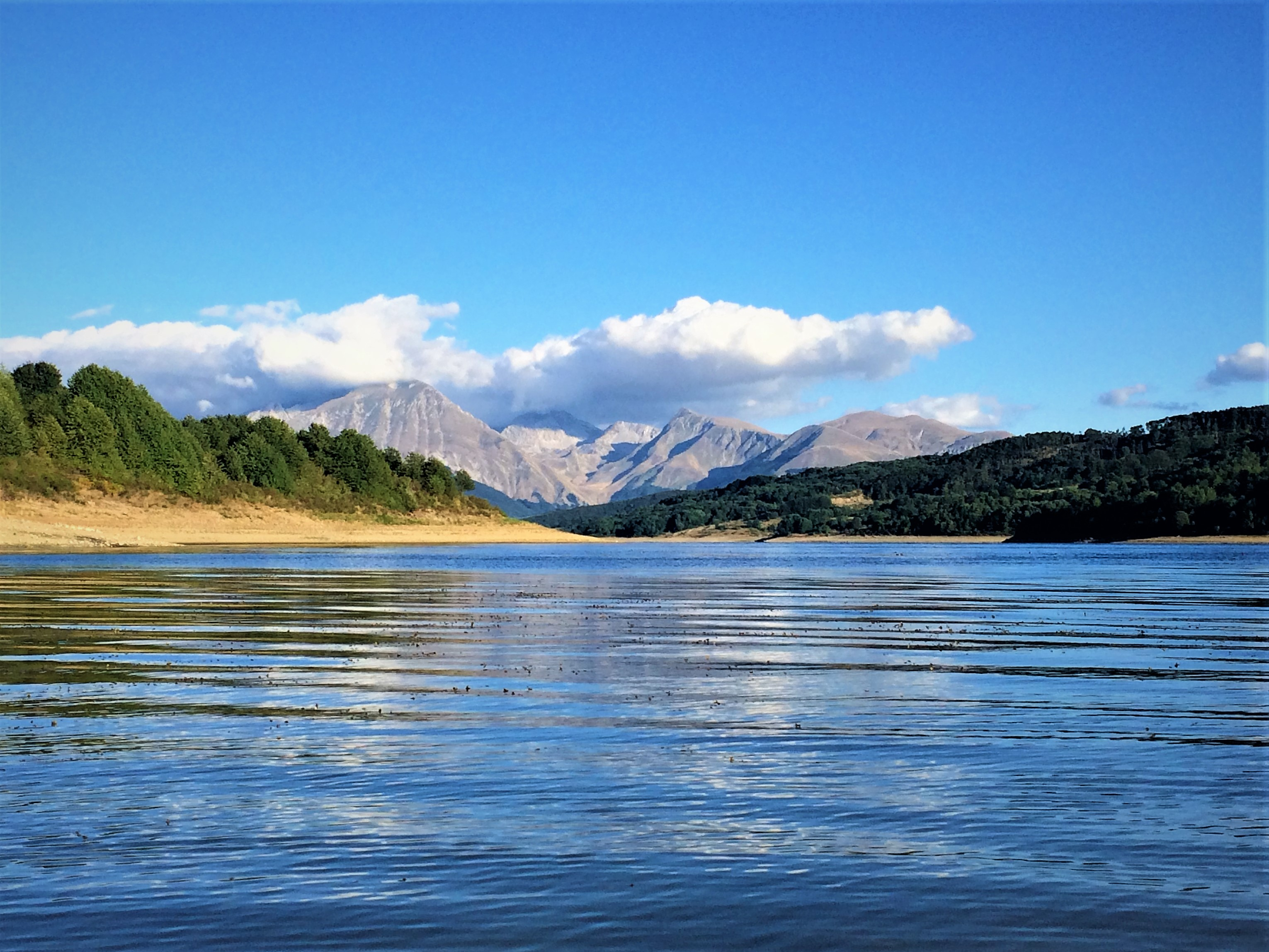
Il lago di Campotosto, di origine artificiale, al margine nord-orientale dell'Alto Aterno.

È caratterizzata dalla presenza del fiume Aterno che attraversa l'intera area dalla sorgente — in corrispondenza di Capo Cancelli, a monte dell'abitato di Aringo, nel territorio di Montereale — fino all'ingresso nella conca aquilana in località Cermone. All'estremità nord-orientale vi è inoltre il lago di Campotosto che, con i suoi 14 km², è tra i più grandi laghi artificiali d'Italia.
A causa della difficile morfologia, l'Alto Aterno presenta una considerevole frammentazione dell'abitato e una grande varietà di ambienti. Parte dell'area ricade nel Parco nazionale del Gran Sasso e Monti della Laga mentre altri territori protetti sono la già citata riserva naturale del Lago di Campotosto e l'altopiano di Cascina.

## Storia
La conca di Montereale venne popolata in epoca relativamente tarda rispetto ad altre aree regionali poiché, in origine, era caratterizzato dalla presenza di un enorme lago pleistocenico; di esso rimangono residui lacustri al centro della conca, in località Madonna In Pantanis.
I primi insediamenti si localizzarono nell'area intorno al XV secolo a.C., probabilmente ad opera della popolazione aborigena che occupava l'Appennino centrale, presto contaminata da altri ceppi d'origine picena e sabina; in quel periodo, al margine nord-occidentale della conca aquilana, si sviluppò la città di Amiternum che in breve tempo prese il controllo del territorio dell'Alto Aterno e che dominò fino al VI secolo a.C.
Intorno all'anno 1000 a.C. l'Alto Aterno subì l'invasione dei Pelasgi che, provenienti dalla Grecia, risalivano l'intera penisola italiana; a questo periodo risale la fondazione di Maronea, città nata nel territorio dell'attuale Montereale (probabilmente in corrispondenza della località di Marana). Successivamente vi fu l'invasione dei Sabini quindi quella dei Romani che, nel 296 a.C., conquistarono Amiternum e da lì si spinsero verso Maronea.

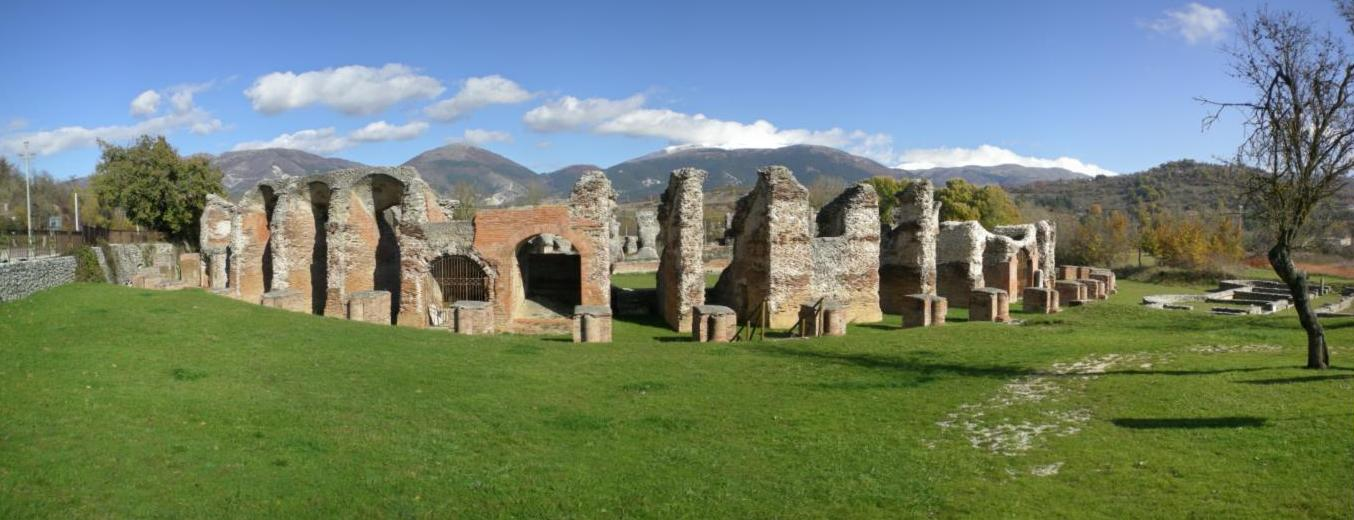
Resti dell'anfiteatro romano di Amiternum in località San Vittorino.

Durante l'era romana, Amiternum crebbe notevolmente d'importanza e i benefici di questo sviluppò ricaddero anche sul territorio dell'Alto Aterno, posto in posizione baricentrica tra il Samnium e il Picenum. Nacque la città termale di Lavaretum (l'odierna Barete) mentre Maronea divenne luogo di villeggiatura della famiglia di Marco Porcio Catone. Con la Caduta dell'Impero romano d'Occidente, a partire dal V secolo d.C., Amiternum andò in grave decadenza mentre Maronea venne distrutta nel 550 d.C. La provincia subì quindi l'invasione dei longobardi che la ricompresero nel gastaldato di Rieti e, indirettamente, causarono la frammentazione dell'abitato.
Solamente con l'arrivo dei Normanni, nel basso Medioevo, si verificò un nuovo processo di incastellamento e l'Alto Aterno riprese a svilupparsi intorno al suo centro principale, Monte Regale, che con Corrado IV acquisì anche lo status di città. A questo periodo risalgono anche le prime documentazioni relative a Canianus (Cagnano Amiterno) e Castrum Piczoli (Pizzoli).

Margherita d'Austria, governatrice degli Abruzzi e signora di Montereale tra il 1569 ed il 1572.

Gli equilibri geopolitici dell'area cambiarono radicalmente con la fondazione dell'Aquila, nel XIII secolo. I castelli dell'Alto Aterno fino al valico di Marana parteciparono attivamente alla formazione della nuova città, venendo ricompresi nel quarto di San Pietro: si tratta di Ariscula (Arischia), Pizzolum (Pizzoli), Lavaretum (Barete) — che darà anche il nome alla porta del rione, Porta Barete —, Canzanum (Cagnano Amiterno), Cassina (Cascina), Porcinarum (Porcinaro), oltre che Pretorium (Preturo) e Santus Vittorinus (San Vittorino). Viceversa, nonostante i costanti rapporti economici, Montereale manifestò ostilità nei confronti dell'Aquila che culminò, durante la guerra del 1424, nell'appoggio alle truppe di Braccio da Montone, poi sconfitte.
Nel XVI secolo l'Alto Aterno venne governato da Margherita d'Austria che, tra il 1569 e il 1572, decise di stabilire la sua residenza a Montereale, nel Palazzo Farnese. Il regno dell'arciduchessa è considerato un'età d'oro per l'Alto Aterno che visse un nuovo periodo di splendore.
L'intero territorio venne devastato dal Grande Terremoto del 1703 che, suddiviso in due eventi sismici distinti del 14 gennaio (6.8 Mw con epicentro a Cittareale) e 2 febbraio (6.7 Mw con epicentro a Cagnano Amiterno) distrusse totalmente le città dell'area, danneggiando in maniera gravissima la stessa L'Aquila. Oltre al patrimonio artistico e architettonico, quasi completamente raso al suolo, il sisma fece registrare numerose vittime in pressoché tutti i centri dell'Alto Aterno, tra cui Barete (100), Cagnano Amiterno, Mascioni, Montereale (800, su un totale di circa 1 000 abitanti), Pizzoli (550). La ricostruzione si protrasse per un lungo periodo cambiando radicalmente il volto alle città, sia dal punto di vista architettonico — con l'adozione del nuovo stile barocco e, successivamente, neoclassico — sia da quello socio-economico, in virtù dell'allontanamento di molte famiglie nobiliari dall'area.
Con l'unità d'Italia, nel 1861, l'Alto Aterno venne ricompreso nel distretto di Aquila. Nel XX secolo si verificò un nuovo momento di sviluppo per l'intera area grazie anche alla scoperta di giacimenti di torba nei pressi di Campotosto. Per favorire la movimentazione delle merci si progettò la ferrovia L'Aquila-Capitignano che entrò in funzione nel 1922 e che avrebbe dovuto costituire il primo tronco di una più lunga linea ferroviaria di collegamento tra L'Aquila e la costa adriatica; la prosecuzione, tuttavia, non fu mai realizzata e la linea venne soppressa nel 1935.
A partire dagli anni Trenta, nel bacino di Campotosto, venne quindi realizzato un vasto lago artificiale di supporto alle centrali idroelettriche della valle del Vomano. Il lago rappresenta oggi una delle principali mete naturalistiche e turistiche dell'area.

### Simboli
L'Alto Aterno non possiede uno stemma o un simbolo ufficiale; tuttavia è bene ricordare che il quadrante nord-ovest dell'aquilano, comprendente anche l'Alto Aterno fino al valico di Marana, è identificato con lo stemma del quarto di San Pietro, la cui descrizione araldica è la seguente:

## Monumenti e luoghi d'interesse

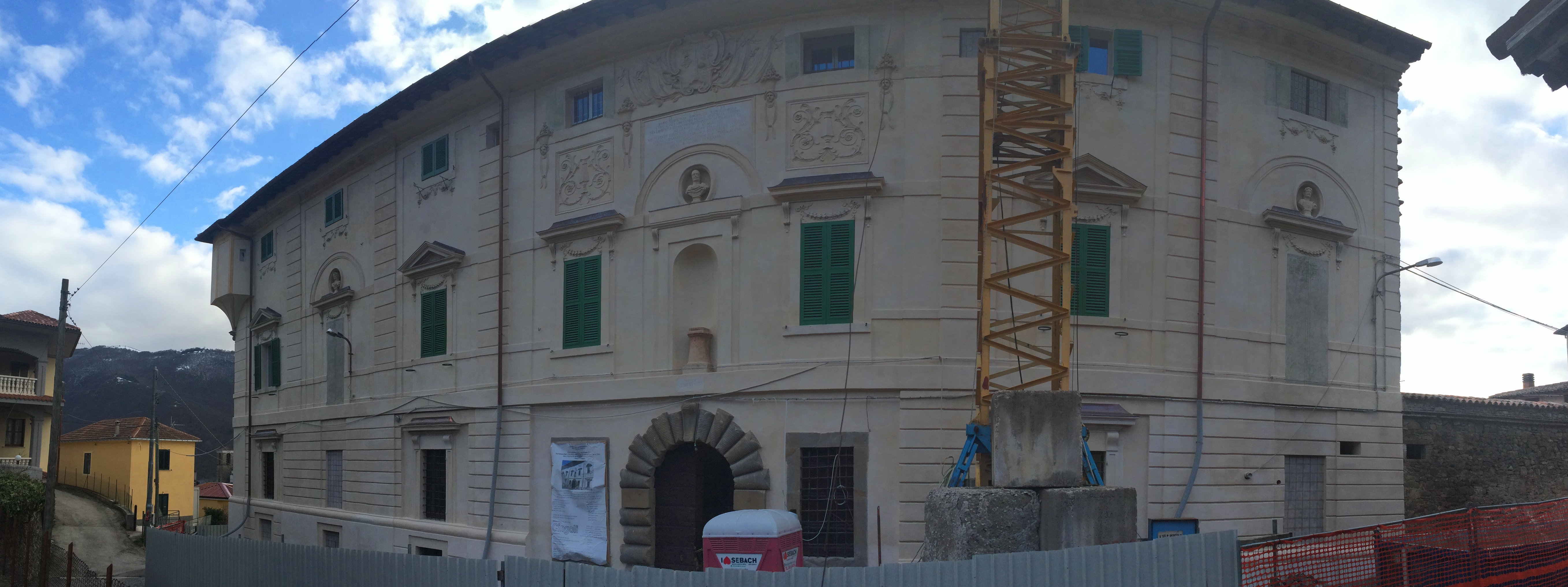
Palazzo Ricci (Capitignano)

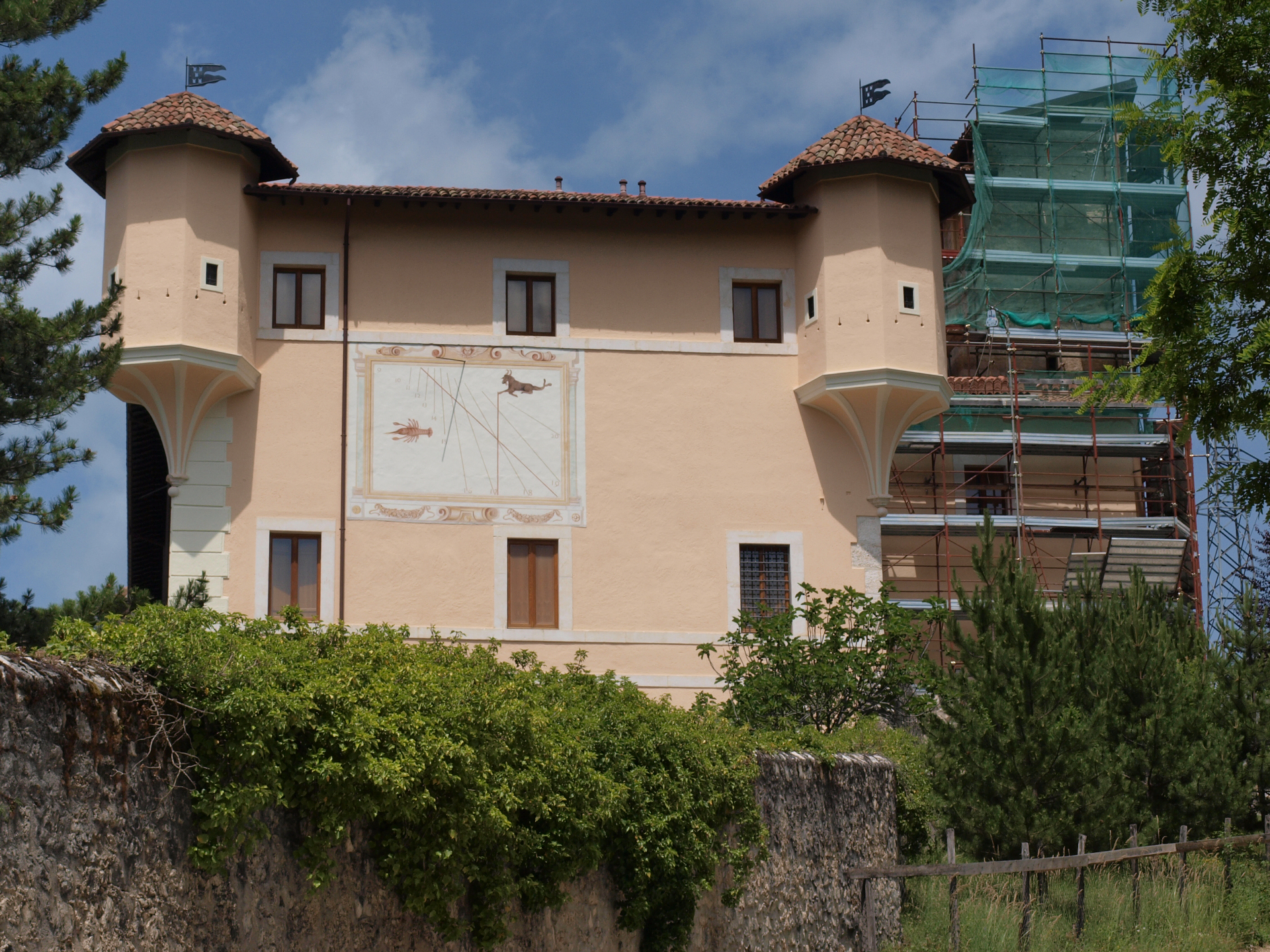
Castello Dragonetti (Pizzoli)

### Architetture religiose
- Chiesa del Beato Andrea a Montereale
- Chiesa di San Lorenzo a Pizzoli
- Chiesa di San Paolo a Barete
- Santuario della Madonna degli Angelli a Capitignano

### Architetture civili
- Palazzo Farnese a Montereale
- Palazzo Ricci a Capitignano

### Architetture militari
- Castello Dragonetti de Torres a Pizzoli
- Torre civica a Montereale

## Società

### Comuni
Storicamente, l'Alto Aterno comprendeva anche la conca aquilana ed aveva come capoluogo la città sabina di Amiternum. 
(Michael Heinzelmann, David Jordan and Cristina Murer, Amiternum and the upper Aterno valley: a Sabine-Roman town and its territory)
Con la fondazione dell'Aquila, il centro principale di tutta l'area venne traslato ad est e il territorio controllato dalla nuova città si espanse fino a inglobare, di fatto, tutta l'attuale parte settentrionale della provincia dell'Aquila:
(Papa Alessandro IV, bolla pontificia del 20 marzo 1257)
In età moderna, con Alto Aterno si tende a identificare la sola area a nord-ovest dell'Aquila, suddivisa oggi in sei comuni per un totale di poco più di 10 000 abitanti. Capoluogo storico dell'Alto Aterno, nonché il suo comune più esteso, è riconosciuto essere Montereale — città di origine pelasgica e sviluppatasi nel basso Medioevo con il nome di Monte Regale — mentre il comune più popoloso è Pizzoli. L'elenco dei comuni che compongono la regione è il seguente:
| Stemma | Comune           | Superficie | Abitanti  |
| ------ | ---------------- | ---------- | --------- |
|        | Barete           | 24,59 km²  | 618 ab.   |
|        | Cagnano Amiterno | 61,32 km²  | 1 146 ab. |
|        | Campotosto       | 51,73 km²  | 470 ab.   |
|        | Capitignano      | 30,64 km²  | 618 ab.   |
|        | Montereale       | 104,42 km² | 2 189 ab. |
|        | Pizzoli          | 56,44 km²  | 4 323 ab. |

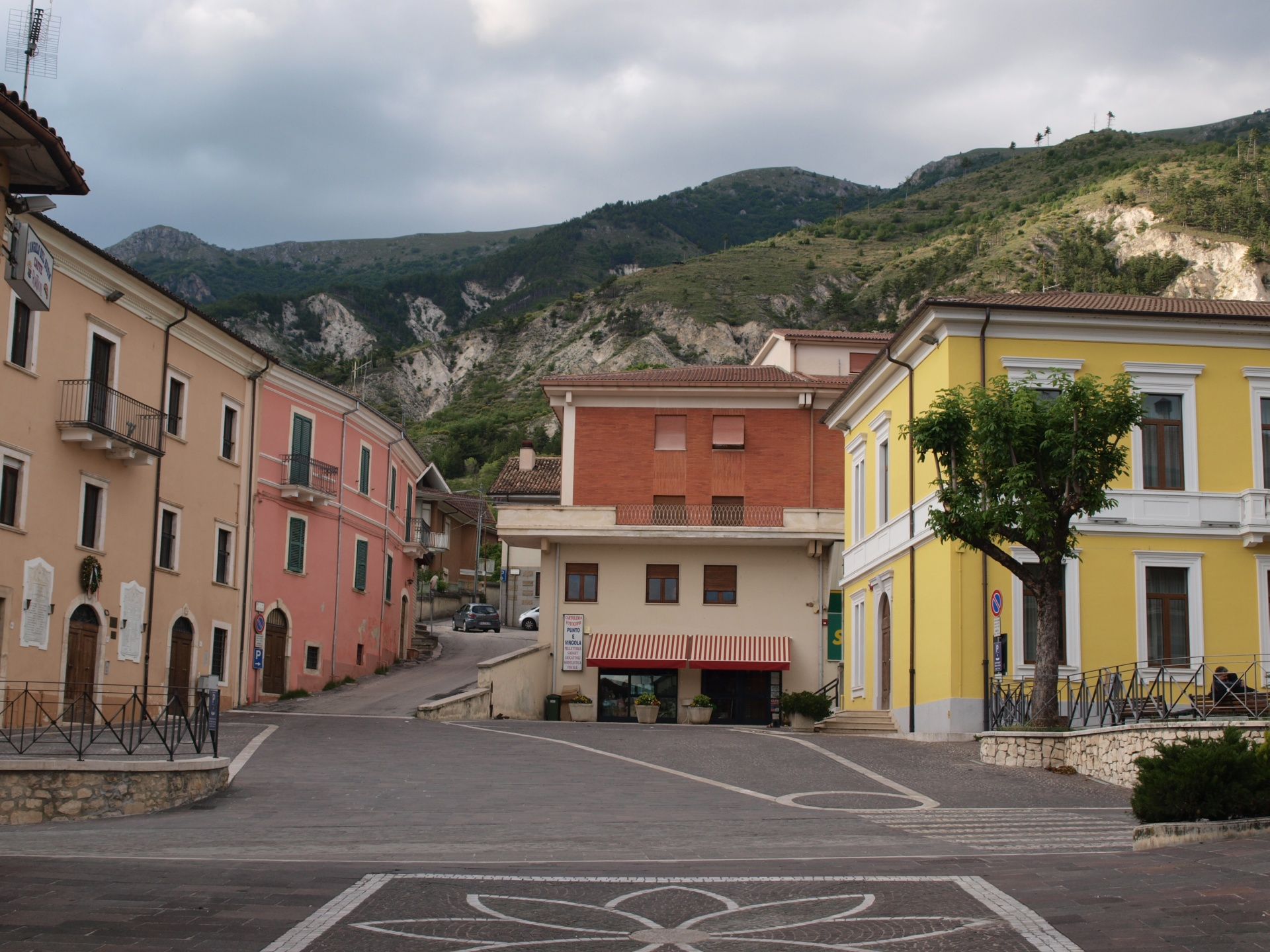
Pizzoli, piazza municipale

Geograficamente, anche Arischia — comune autonomo fino al 1927 ed oggi frazione dell'Aquila — può essere ricompresa nel territorio dell'Alto Aterno. Nella sua estensione maggiore, inoltre, la regione può arrivare a includere anche parte del comune di Scoppito e le frazioni aquilane di Preturo e San Vittorino.

## Infrastrutture e trasporti

La Strada statale 260 Picente negli anni 1910.

L'Alto Aterno è attraversato dalla strada statale 260 Picente, il principale asse viario dell'area, che collega L'Aquila ad Amatrice passando per i territori di Pizzoli, Barete, Cagnano Amiterno e Montereale. Nel tratto iniziale, fino alla frazione San Pelino di Cagnano Amiterno, l'arteria è una strada extraurbana secondaria mentre il tratto fino a Montereale è in corso d'ammodernamento. La zona è inoltre lambita dalla strada statale 80 del Gran Sasso d'Italia che collega la valle dell'Aterno alla valle del Vomano passando per Arischia e Campotosto.
Altre strade rilevanti sono la strada statale 471 di Leonessa, di giunzione tra la 260 Picente e la strada statale 4 Via Salaria per il collegamento con la provincia di Rieti, la strada provinciale 30, che unisce Cagnano Amiterno con l'altopiano di Cascina e la conca aquilana, e la stra provinciale 105 che collega i centri di Cabbia e Cesaproba alla 260 Picente.
Il servizio di mobilità verso L'Aquila viene svolto dalla Società Unica Abruzzese di Trasporto con corse giornaliere.